# Rhynocoris
Rhynocoris is een geslacht van wantsen uit de familie Reduviidae (Roofwantsen). Het geslacht werd voor het eerst wetenschappelijk beschreven door Carl Wilhelm Hahn in 1833.

## Soorten
Het genus bevat de volgende soorten:

- Rhynocoris abeillei (Puton, 1881)
- Rhynocoris abramovi (Oshanin, 1870)
- Rhynocoris albopilosus (Signoret, 1858)
- Rhynocoris albopunctatus (Stål, 1855)
- Rhynocoris alluaudi (Jeannel, 1916)
- Rhynocoris amazulu Kirkaldy, 1909
- Rhynocoris analis (Jakovlev, 1889)
- Rhynocoris annulatus (Linnaeus, 1758)
- Rhynocoris aulicus (Stål, 1866)
- Rhynocoris barakensis Schouteden, 1929
- Rhynocoris bayoni (Jeannel, 1916)
- Rhynocoris beaumonti Villiers, 1966
- Rhynocoris bellicosus (Stål, 1858)
- Rhynocoris bequaerti Schouteden, 1913
- Rhynocoris bequaertianus Schouteden, 1929
- Rhynocoris bicolor (Fabricius, 1781)
- Rhynocoris bipustulatus (Fieber, 1861)
- Rhynocoris bituberculatus (Stål, 1858)
- Rhynocoris brincki Miller, 1956
- Rhynocoris calviventris (Germar, 1837)
- Rhynocoris cardinalis Miller, 1950
- Rhynocoris carmelita (Stål, 1859)
- Rhynocoris carvalhoi Villiers, 1958
- Rhynocoris castanescens (Jeannel, 1916)
- Rhynocoris christophi (Jakovlev, 1877)
- Rhynocoris cinctorius (Stål, 1865)
- Rhynocoris coiffaiti Villiers, 1967
- Rhynocoris congolensis Schouteden, 1932
- Rhynocoris costalis (Stal, 1867)
- Rhynocoris cruralis Bergroth, 1915
- Rhynocoris cuspidatus Ribaut, 1921
- Rhynocoris dasynotum Miller, 1950
- Rhynocoris dauricus Kiritshenko, 1926
- Rhynocoris decoratus Schouteden, 1929
- Rhynocoris discoidalis (Reuter, 1881)
- Rhynocoris donisi Villiers, 1973
- Rhynocoris dudae (Horváth, 1892)
- Rhynocoris dusmeti (Varela, 1905)
- Rhynocoris erythrocnemis (Germar in Silberman, 1837)
- Rhynocoris erythropus (Linnaeus, 1767)
- Rhynocoris fasciculatus (Bergroth, 1895)
- Rhynocoris femoralis (Distant, 1904)
- Rhynocoris fimbriatus Miller, 1948
- Rhynocoris flavolimbatus (Jakovlev, 1889)
- Rhynocoris fuscipes (Fabricius, 1787)
- Rhynocoris ghesquierei Schouteden, 1929
- Rhynocoris gilviventris Bergroth, 1894
- Rhynocoris harmonia Linnavuori, 1989
- Rhynocoris hierapolitanus Dispons, 1964
- Rhynocoris horridus (de Carlini, 1895)
- Rhynocoris hovanus Kirkaldy, 1881
- Rhynocoris hutsebauti Schouteden, 1932
- Rhynocoris ibericus Kolenati, 1857
- Rhynocoris illotus Miller, 1941
- Rhynocoris imperialis (Stål, 1859)
- Rhynocoris incertis (Distant, 1903)
- Rhynocoris iracundus (Poda, 1761)
- Rhynocoris jeanneli Schouteden, 1932
- Rhynocoris kapangae Schouteden, 1952
- Rhynocoris kavirondo Jeannel, 1916
- Rhynocoris kedahensis Miller, 1941
- Rhynocoris kervillei Horváth, 1911
- Rhynocoris kiritshenkoi Popov, 1964
- Rhynocoris kumarii Ambrose & Livingstone, 1986
- Rhynocoris lapidicola Samuel & Joseph, 1953
- Rhynocoris leucospilus (Stål, 1859)
- Rhynocoris leucospilus (St▒l, 1859)
- Rhynocoris lineaticornis (Reuter, 1895)
- Rhynocoris linnavuorii Villiers, 1969
- Rhynocoris longifrons (Stål, 1874)
- Rhynocoris lotellus Miller, 1956
- Rhynocoris lotus Miller, 1956
- Rhynocoris mabirae Miller, 1954
- Rhynocoris machadoi Villiers, 1952
- Rhynocoris maeandrus Distant, 1909
- Rhynocoris marginatus (Fabricius, 1794)
- Rhynocoris marginellus (Fabricius, 1803)
- Rhynocoris maynei Schouteden, 1929
- Rhynocoris mendicus (Stal, 1867)
- Rhynocoris michalki Statz, 1950
- Rhynocoris milvus Miller, 1948
- Rhynocoris mirachur Kiritshenko, 1913
- Rhynocoris modestus Schouteden, 1944
- Rhynocoris monachus Miller, 1941
- Rhynocoris monticola (Oshanin, 1870)
- Rhynocoris murati Villiers, 1948
- Rhynocoris neavei Bergroth, 1912
- Rhynocoris nebulosus Miller, 1950
- Rhynocoris nemoralis Miller, 1950
- Rhynocoris niasensis Miller, 1941
- Rhynocoris niger (Herrich-Schäffer, 1842)
- Rhynocoris nigripes (Reuter, 1881)
- Rhynocoris nigronitens (Reuter, 1881)
- Rhynocoris nilgiriensis Distant, 1903
- Rhynocoris nitidulus (Fabricius, 1781)
- Rhynocoris nysiiphagus Samuel & Joseph, 1953
- Rhynocoris obtusus (Palisot de Beauvois, 1805)
- Rhynocoris ocreatus Dispons, 1964
- Rhynocoris oculata Benedek, 1969
- Rhynocoris odziensis Miller, 1950
- Rhynocoris otjimbumbensis Hesse, 1925
- Rhynocoris overlaeti Schouteden, 1929
- Rhynocoris parthiae Miller in China & Miller, 1950
- Rhynocoris persicus (Jakovlev, 1877)
- Rhynocoris pilipectus Hesse, 1925
- Rhynocoris pseudolatro Villiers, 1964
- Rhynocoris pulvisculatus (Distant, 1892)
- Rhynocoris pumilus (Jakovlev, 1877)
- Rhynocoris punctiventris (Herrich-Schaeffer, 1848)
- Rhynocoris pygmaeus (Distant, 1903)
- Rhynocoris rapax (Stål, 1855)
- Rhynocoris rathjensi Miller, 1954
- Rhynocoris reuteri (Distant, 1879)
- Rhynocoris rubricoxa (Bergroth, 1890)
- Rhynocoris rubricus (Germar in Ahrens, 1816)
- Rhynocoris rubrizonatus Miller, 1954
- Rhynocoris rubrogularis (Horváth, 1879)
- Rhynocoris rudebecki Miller, 1956
- Rhynocoris rufigenu (Fallou, 1891)
- Rhynocoris rufipes (Bolivar, 1879)
- Rhynocoris rufus (Thunberg, 1822)
- Rhynocoris saevus (Stål, 1865)
- Rhynocoris schoutedeni Villiers, 1948
- Rhynocoris segmentarius (Germar, 1837)
- Rhynocoris sericans (Reuter, 1881)
- Rhynocoris seyidiensis (Jeannel, 1916)
- Rhynocoris sordidulus (Oshanin, 1870)
- Rhynocoris squalus Distant, 1904
- Rhynocoris squamulosus Villiers, 1948
- Rhynocoris suspectus Schouteden, 1910
- Rhynocoris tavetanus (Jeannel, 1916)
- Rhynocoris transitus Hoberlandt, 1951
- Rhynocoris tristicolor (Reuter, 1881)
- Rhynocoris tristis (Stål, 1855)
- Rhynocoris trochantericus (Reuter, 1877)
- Rhynocoris tropicus (Herrich-Schaeffer, 1848)
- Rhynocoris vandenplasi Schouteden, 1932
- Rhynocoris varians (Paiva, 1918)
- Rhynocoris ventralis (Say, 1832)
- Rhynocoris venustus (Stål, 1855)
- Rhynocoris vicinus (Schouteden, 1910)
- Rhynocoris violentus (Germar, 1837)
- Rhynocoris vittiventris (Stål, 1859)
- Rhynocoris vulneratus (Germar, 1837)
- Rhynocoris vumbaensis Miller, 1950
- Rhynocoris witteanus Schouteden, 1944
- Rhynocoris wittei Schouteden, 1929
- Rhynocoris xosanus (Kirkaldy, 1909)
- Rhynocoris yambuyae (Distant, 1890)
- Rhynocoris zonogaster (de Carlini, 1895)